# Baltijskaja (stanice Moskevského centrálního okruhu)
Baltijskaja (rusky Балтийская) je stanice na Moskevském centrálním okruhu. Ze stanice Baltijskaja je možné uskutečnit bezplatný přestup na cca 700 metrů vzdálenou stanici Vojkovskaja Zamoskvorecké linky. 

## Charakter stanice
Stanice Baltijskaja se nachází ve Vojkovském rajonu (Войковский район) v Severním administrativním okruhu severovýchodně od křížení Malého okruhu Moskevské železnice s Leningradským šosse (Ленинградское шоссе). 
Stanice má jedno ostrovní zastřešené nástupiště a jeden vestibul, který se nachází nad nástupištěm a je propojen s nadchodem. Východ z něj ústí přímo do obchodního centra Metropolis a přes něj se lze dostat na Polščaď Ganěckogo (Площадь Ганецкого) a dále na stanici metra Vojkovskaja, na druhou stranu od stanice pak východ ústí k ulici Admirala Makarova (Улица Адмирала Макарова). Vstupní pavilon je v bílé barvě. Na obou stranách nástupiště jsou slepé koleje, kde vlaky stojí v noci a mimo špičku.